# Boeing 737
Boeing 737 este o aeronavă cu fuzelaj îngust produsă de Boeing la fabricile sale Everett și Renton din Washington. Dezvoltat pentru a suplimenta Boeing 727 pe rute scurte, avionul bimotor a păstrat lățimea fuzelajului 707 și șase rânduri de scaune, dar cu două turboventilatoare sub aripi în loc de patru. Proiectat în 1964, modelul inițial 737-100 a făcut primul zbor în aprilie 1967 și a intrat în serviciu în februarie 1968 cu Lufthansa. Modelul prelungit 737-200 a intrat în utilizare în aprilie 1968 și a evoluat de-a lungul a patru generații, oferind mai multe variante pentru 85 până la 215 pasageri.

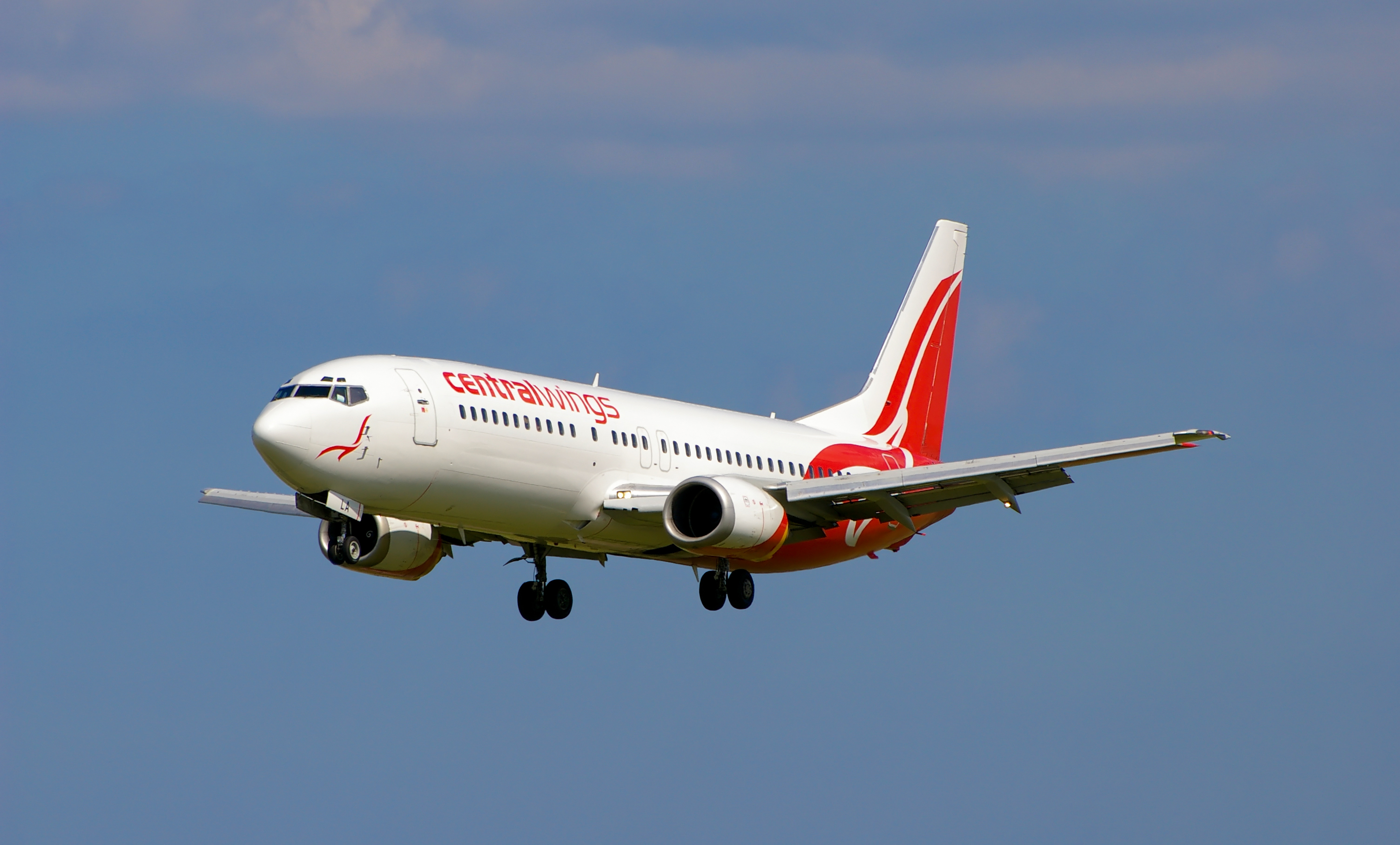
Avion Boeing 737 aterizând

Variantele originale 737-100/200 erau propulsate de motoare turboventilatoare Pratt & Whitney JT8D low-bypass și ofereau locuri pentru 85 până la 130 de pasageri. Lansate în 1980 și introduse în 1984, variantele 737 Classic -300/400/500 au fost modernizate cu turboventilatoare CFM56-3 high-bypass mai eficiente din punct de vedere al consumului de combustibil și au oferit 110 până la 168 de locuri. Introduse în 1997, variantele 737 Next Generation (NG) -600/700/800/900 au turboventilatoare CFM56-7 high-bypass actualizate, o aripă mai mare și o carlingă din sticlă îmbunătățită și scaune pentru 108 până la 215 pasageri. Cea mai recentă generație, 737 MAX, 737-7/8/9/10 MAX, propulsată de turboventilatoare CFM LEAP-1B high-bypass îmbunătățite și care găzduiește 138 până la 204 persoane, a intrat în funcțiune în 2017. Versiunile Boeing Business Jet au fost produse începând cu 737NG, precum și modele militare.
Până în decembrie 2023, 16.459 de avioane Boeing 737 au fost comandate și 11.660 livrate. Inițial, principalul său concurent a fost McDonnell Douglas DC-9, urmat de derivatele sale MD-80/MD-90. În 2013, flota globală de 737 a finalizat peste 184 de milioane de zboruri în peste 264 de milioane de ore de la intrarea în funcțiune. A fost cea mai vândută aeronavă comercială până când a fost depășită de Airbus A320 în octombrie 2019, dar menține recordul de livrări totale. Modelul 737 MAX, conceput pentru a concura cu A320neo, a fost blocat la sol în întreaga lume între martie 2019 și noiembrie 2020, în urma a două accidente mortale. Un alt incident care a implicat decompresia explozivă a dus la staționarea unor 737 Max 9 în ianuarie 2024.

## Istoric
Boeing dorea un avion pentru rute scurte și de capacitate redusă, precum rutele interne din Europa anilor 1970. Proiectul a demarat pe 11 mai 1964, noul avion trebuia să poată transporta între 50 și 60 de pasageri pe rute scurte cuprinse între 80 - 1,609 km (50 - 1000 mile).
737 trebuia astfel să fie răspunsul Boeing la avioane precum BAC 1-11, Sud Aviation Caravelle și Douglas DC-9. Atunci când a decis constructia acestui model, Boeing era mult în urma competiției pe această piață, așa că a refolosit o mare parte din tehnologiile utilizate de către Boeing 727, dintre care, cea mai importantă a fost lățimea cabinei de pasageri. Această funcție a permis folosirea a 6 scaune pe un rând (3+3) față de 5 la modelele concurente (3+2). În plus, tot pentru simplificare, motoarele au fost așezate pe piloni, sub aripi (ca la Boeing 707), permițând astfel acces ușor, simplificând design-ul aerodinamic, distanțând astfel modelul de concurența din acea vreme (atât Caravelle cât și DC-9 aveau motoarele plasate pe fuselaj, în spatele avionului).
Pe 19 februarie 1965, Lufthansa plasează o precomandă de 21 de bucăți devenind astfel principalul beneficiar, primele aeronave urmând să fie livrate în aprilie 1968. Nemții care dețineau în flotă modelul Boeing 727, au ales ușor în favoarea noului model și pentru acesta avea în proporție de 35-40% piese și componente de pe modelul mai mare 727.
În urma negocierilor dintre Boeing și Lufthansa, aeronvale erau configurate să transporte 82 de persoane și 1,5 tone cargo; astfel 737 ar fi urmat să înlocuiască Convair 440 și Vickers Viscount 814 folosite pentru zborurile interne și regionale ale companiei nemțești. Oficialii Boieng stabiliseră ca pentru începerea programului 737, să se ia 90 de precomenzi; după comanda fermă data de Lufthansa, americanii au încercat să mai convingă și companiile Eastern și United Air Lines. Estern a decis în ultimul moment să cumpere Douglas DC-9, iar United avea nevoie de un avion cu o capacitate mai mare care să satisfacă necesitațile companiei. Cei de la Western Air Lines doreau și ei un avion înlocuitor pentru modelul Lockheed Electras, 737-le avea concurență acerbă cu modelele Douglas DC-9 si BAC 1-11. Cei de la Continental și National Airlines erau și ei interesați de modelul 737.
Cu toate acestea a doua comandă importantă a venit pe 5 aprilie 1965 si era din partea companiei americane United Airlines care dorea 40 de bucați. Numai că americanii au vrut un avion mai mare și care să transporte mai mulți pasageri. Așadar, Boeing modifică fuselajul la 91 cm în partea din față si 102 cm în partea din spate a avionului, noua variantă purtând numele de 737-200. 
La ceremonia de lansare din 17 ianuarie 1967, au fost prezenți reprezentanții celor 17 companii aeriene care comandaseră nou avion. Primul zbor al 737 a avut loc în 1967, modelul inițial fiind vândut doar unei singure companii aeriene importante - (Lufthansa). Modeul lungit (737-200) a fost cu mult mai popular. Inaugurat în 1968, a fost produs timp de 20 de ani, până în 1988, primul client fiind United Airlines. După primele 135 de avioane din serie, s-au adus câteva îmbunătățiri, modelul rezultat fiind rebotezat B737-200Adv. 
În 1980 s-a început modernizarea modelului, prin introducerea de motoare noi (CFM56), care asigură zgomot redus și consum de combustibil mai mic. Datorită înălțimii mici a avionului, motoarele nu sunt circulare, ci ovaloide, prin mutarea unor accesorii în lateralul motorului. În plus, s-a îmbunătățit și cabina, și aripile, dând naștere unei noi serii (seria "clasic")
Odată cu lansarea modelului concurent Airbus A320, în 1995, s-au făcut alte modernizari modelului, printre care sisteme fly-by-wire, motoare îmbunătățite, tehnologii digitale, masă autorizată și capacitate de combustibil mai mare. Noua serie, cu performanțe mult sporite, dar, în continuare, compatibilă cu seria veche, se numește NG.
Până în 2006 s-au livrat 5000 de bucăți din cele peste 7000 de comenzi. Prețul unui avion este între 49.5 milioane dolari și 85 milioane dolari, în funcție de model.

## Modele

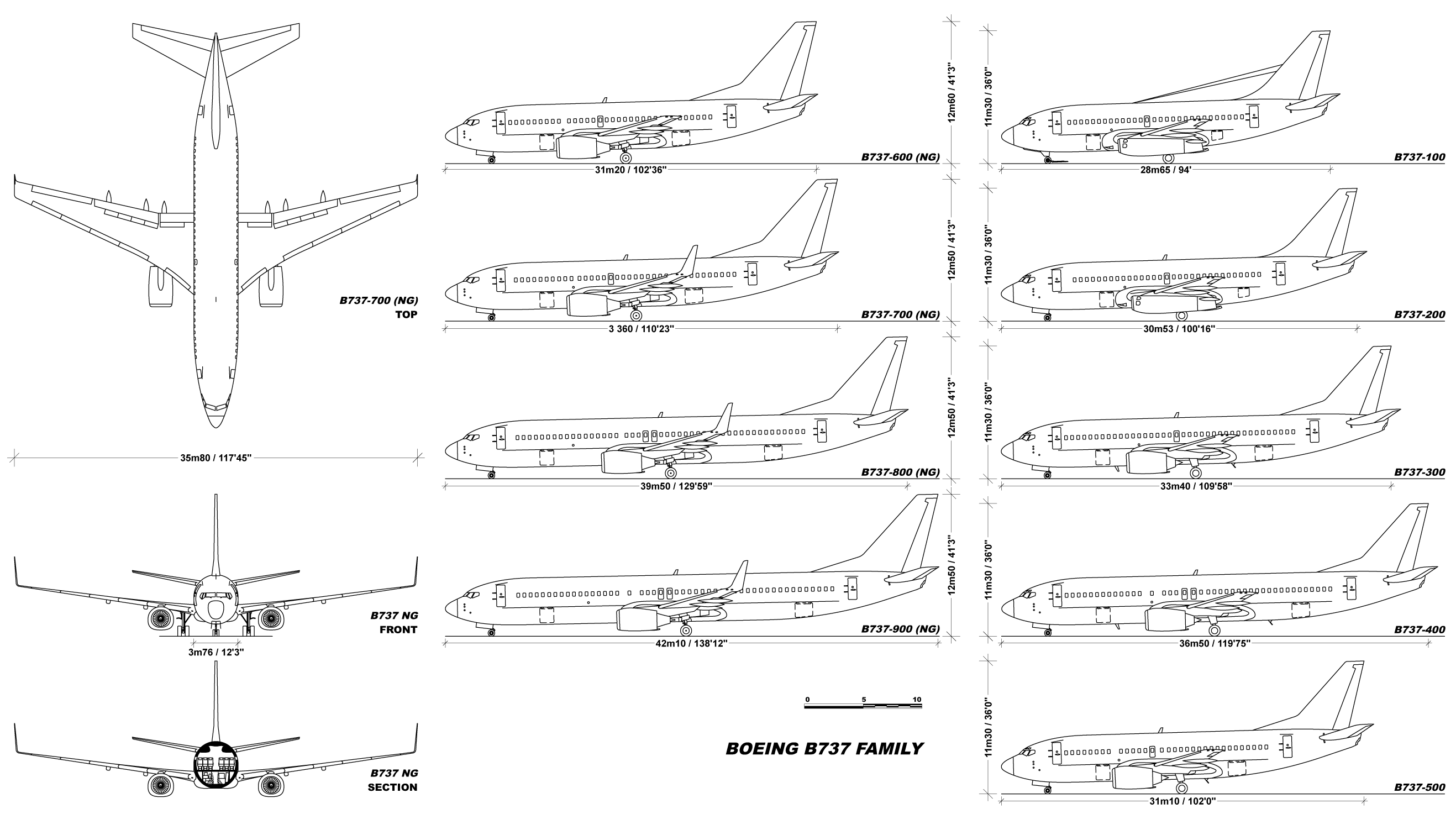
Schiță comparativă a modelelor din familia 737

Toate modelele Boeing 737 au câteva caracteristici speciale. Nici unul din modele nu este echipat cu sisteme de evacuare a combustibilului în caz de urgență - în caz de urgență, avionul trebuie să aterizeze cu tot combustibilul sau să facă cercuri în jurul aeroportului pentru a arde combustibilul în exces, în funcție de natura acesteia. În plus, trenul de aterizare nu este acoperit de o ușă, ci doar de niste sigilii aerodinamice, care, împreună cu roțile trenului de aterizare retractat, asigură forma aerodinamică dorită, simplificând designul avionului. Modelele recente sunt oferite cu dispozitive winglet, de aproape 2.5 m înălțime. În plus, aceste dispozitive pot fi instalate și pe aripile avioanelor mai vechi. O altă caracteristică (care arată vechimea designului inițial) sunt două ferestre poziționate deasupra parbrizului principal (sprâncene), folosite inițial pentru navigație celestă. Astăzi sunt inutile, și deranjază mulți piloți. Astfel, modelele noi sunt oferite fără aceste ferestre, și se oferă servicii pentru desființarea acestora.

### 737 Original

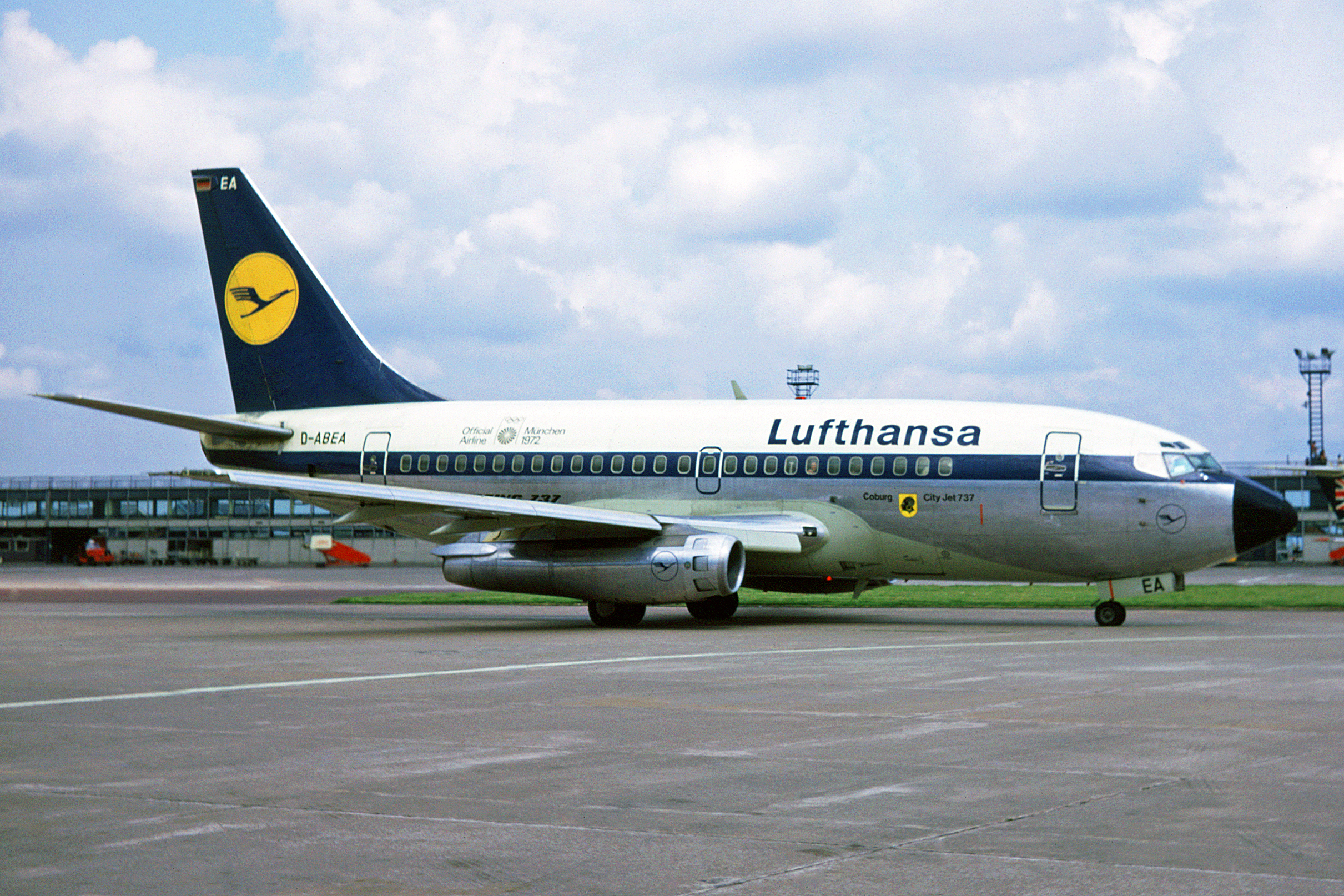
Prototipul 2 al modelului Boeing 737-130 care a zburat pentru prima oară pe 13 mai 1967 și livrat companiei Lufthansa pe 24 aprilie 1968.

Modelul se caracterizează prin utilizarea motoarelor turboventilatoare JT8D de primă generație.
- 737-100 - modelul original și cel mai mic produs din întreaga serie (28.63 metri). Singurul client important a fost Lufthansa. Au fost produse 30 de unități, în prezent nu mai sunt operaționale. Unul singur, proprietatea NASA se păstrează în muzeul Boeing de la Seattle. Capacitatea lui este de 118 pasageri în o singură clasă.
- 737-200 - modelul lungit al avionului (30.53 metri), destinat pentru piața americană, produs din 1968.
- 737-200 Advanced - A intrat în producție în 1971. Comparativ cu modelul -200, noua varianta beneficia de o serie de îmbunătățiri care îi permiteau să zboare pe distanțe mai lungi, să transporte mai mult și să decoleze de pe piste mai scurte[4].

Ambele variante au fost disponibil și în varianta 737-200C și Adv 737-200C - convertibilă (cargo/pasageri), dar și într-o variantă adaptată operării pe aeroporturi ne-asfaltate, fiind unul din cele mai mari avioane capabile de astfel de operațiuni. Modelul rămâne în uz în cazul liniilor aeriene mai mici, sau charter, din țări mai puțin dezvoltate, sau în linii aeriene cargo. Capacitatea lui este de 134 de pasageri într-o singură clasă.

### 737 Clasic
Modelul se caracterizează prin motoare noi (PW CFM56), cu 20% mai economice, cabină modernizată (similară cu cea din Boeing 757) și aripi noi, mai eficiente. 737 clasic a fost oferit între 1980 și 1999, în trei modele, în funcție de capacitate și autonomie.
- 737-300 a fost modelul inițial, o versiune mai lungă decât 737-200, foarte popular cu liniile aeriene low cost precum Southwest Airlines și US Airways. Putea trasnporta până la 149 de persoane (într-o singură clasă). Ultimul produs a fost livrat în 1999.
- 737-400 a fost modelul cel mai lung al seriei, construit specific pentru "curse charter". A fost lansat în 1985, cu o capacitate de 168 pasageri. O parte din acestea au fost convertite în avioane cargo de liniile aeriene, și poartă indicativul 400C.

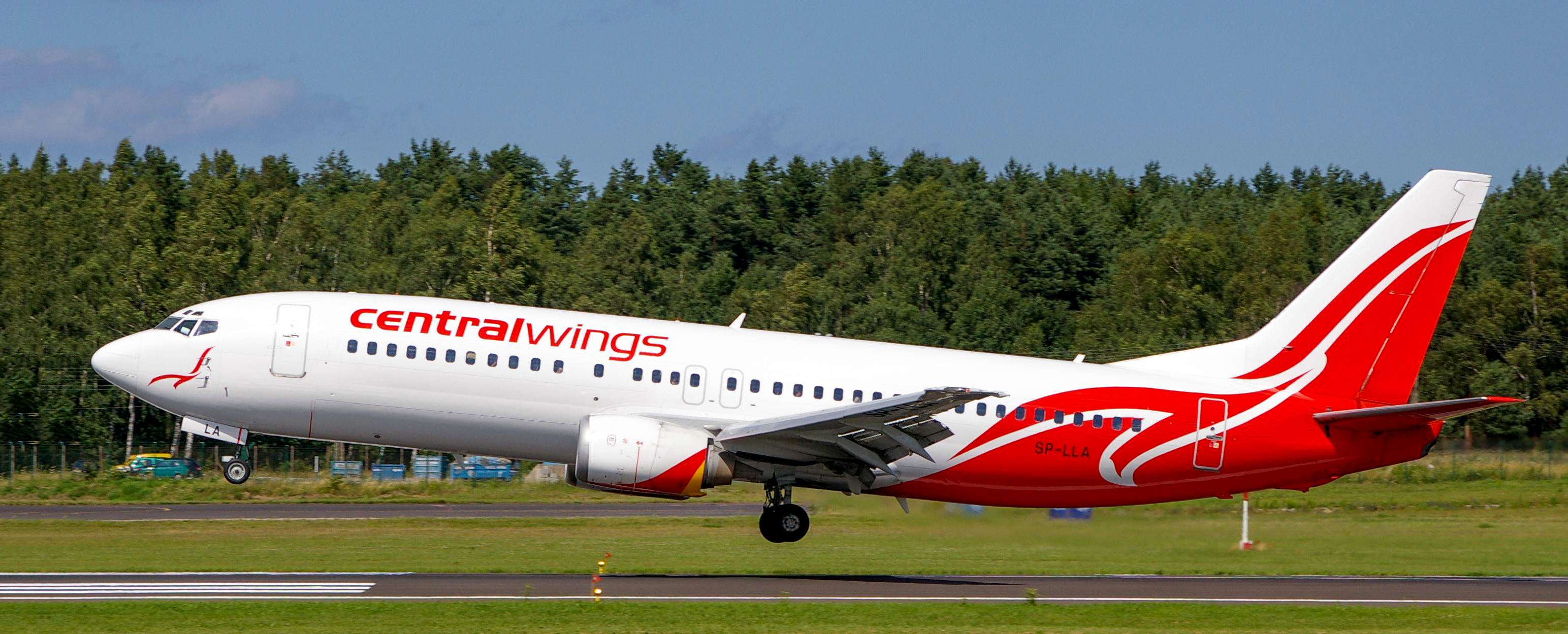
Boeing 737-400

- 737-500 a fost modelul cel mai scurt, gândit pentru linii lungi și cu puțini pasageri, dar și ca înlocuitor al modelelor 737-200 (de capacitate similară - 132 pasageri). A intrat în serviciu în 1990.

### 737 NG

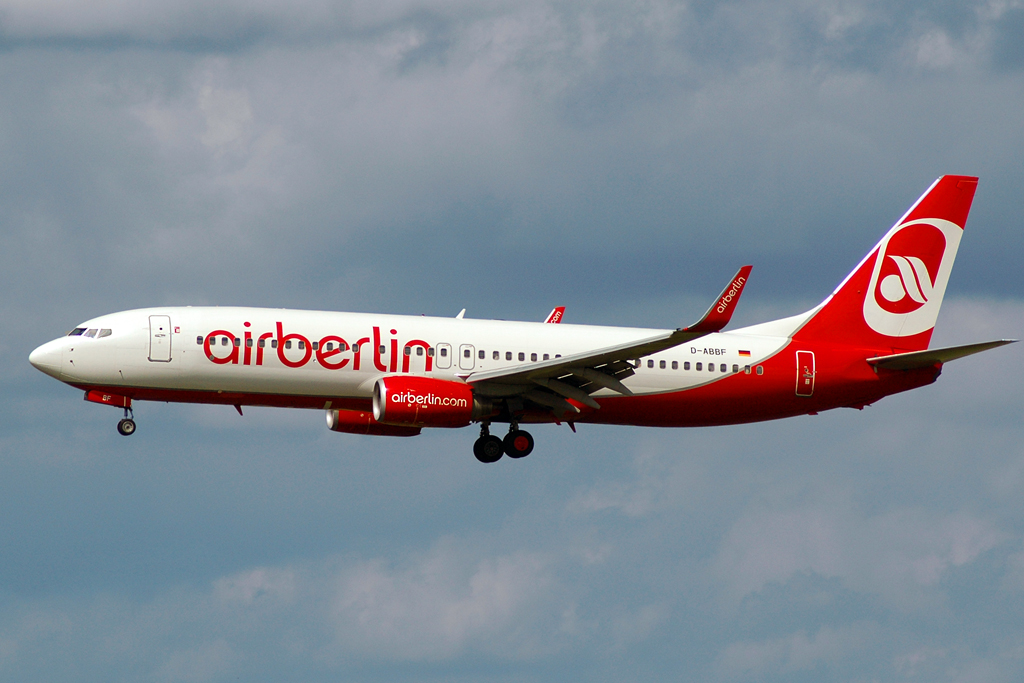
Boeing 737-800

Modelul este un răspuns direct la avionul Airbus A320, un avion mai modern ca 737 Clasic, care deținea deja o mare parte a pieței. Astfel, pentru a lupta cu succes, au fost îmbunătățite motoarele (cu modelul CFM56-7, cu 7% mai eficient), aripi mai lungi, capacitate și masă autorizată mai mare, stabilizator vertical reproiectat, instrumente digitale LCD, autonomie crescută, cabină mai confortabilă pentru pasageri (cu spații de stocare a bagajelor mai mari).
- 737-600 a fost lansat pentru a înlocui modelul 737-500, și este cel mai mic din ofertă cu o capacitate de 132 pasageri. Este foarte puțin popular - clientul principal este SAS (fiind folosit pe rute interne în Scandinavia). Concurența principală este Airbus A318.
- 737-700 a fost lansat ca model de bază, înlocuind modelul 737-300. Este foarte popular, clienții principali fiind Southwest Airlines și Continental Airlines, având o capacitate maximă de 149 pasageri. Este oferit și în varianta convertibilă (cargo/pasageri), vândută marinei americane, dar și BBJ1 (Boeing Business Jet), ca avion particular, cu capacitate mai mică, dar autonomie mult mai mare. Din BBJ1 s-a construit modelul 737-700ER, care oferă servicii doar clasa business pe distanțe lungi (cu BBJ1 sau 737-700ER, se oferă astfel de servicii, cu 40 de pasageri, între orașe precum Amsterdam și New York). Airbus A319 este competitorul principal.
- 737-800 este modelul lungit, oferind capacitate mai mare (maxim 189 pasageri), și înlocuind modelele 737-400, dar și MD-80, după achiziția McDonnell-Douglas de către Boeing. Multe linii aeriene au înlocuit și vechile Boeing 727 cu acest model. Se oferă și o variantă de avion particular, BBJ2. Operatorul principal este Ryanair, care a comandat peste 300 de bucăți. Este în concurență cu Airbus A320
- 737-900 este modelul cel mai lung oferit de Boeing, cu până la 215 locuri. Modelul original era limitat la autonomie, dar și la capacitate, datorită numărului de ieșiri de urgență (care limita capacitatea la 189 pasageri). Boeing a rectificat situația, introducând modelul 737-900ER, care are și o capacitate de combustibil mai ridicată și o autonomie mai mare.

### 737 MAX
În 2011, Boeing a anunțat proiectul 737 MAX, care va oferi 3 variante (737-7, 737-8, 737-9 și 737-10) care vor înlocui modelele 737-700NG, 737-800NG respectiv 737-900ER. Printe îmbunătățiri se regăsesc noile motoare CFM International LEAP-1B, controlul spoilerelor prin tehnologia fly-by-wire, trenul de aterizare reproiectat. Pe 13 decembrie 2011, Boeing a anunțat că primul beneficiar este Southwest Airlines, primele livrări urmând să aibă loc la începutul lui 2017. În urma unor 2 accidente de aviație grave (unul în Indonezia, altul în Etiopia), modelul Boeing 737 MAX nu mai are voie să zboare, efectiv de la data de 13 martie 2019. Din cauza respectivului incident, mai multe companii aeriene și-au anulat comenzile de 737 MAX, și Boeing a înregistrat pierderi neîntâlnite până acum. 

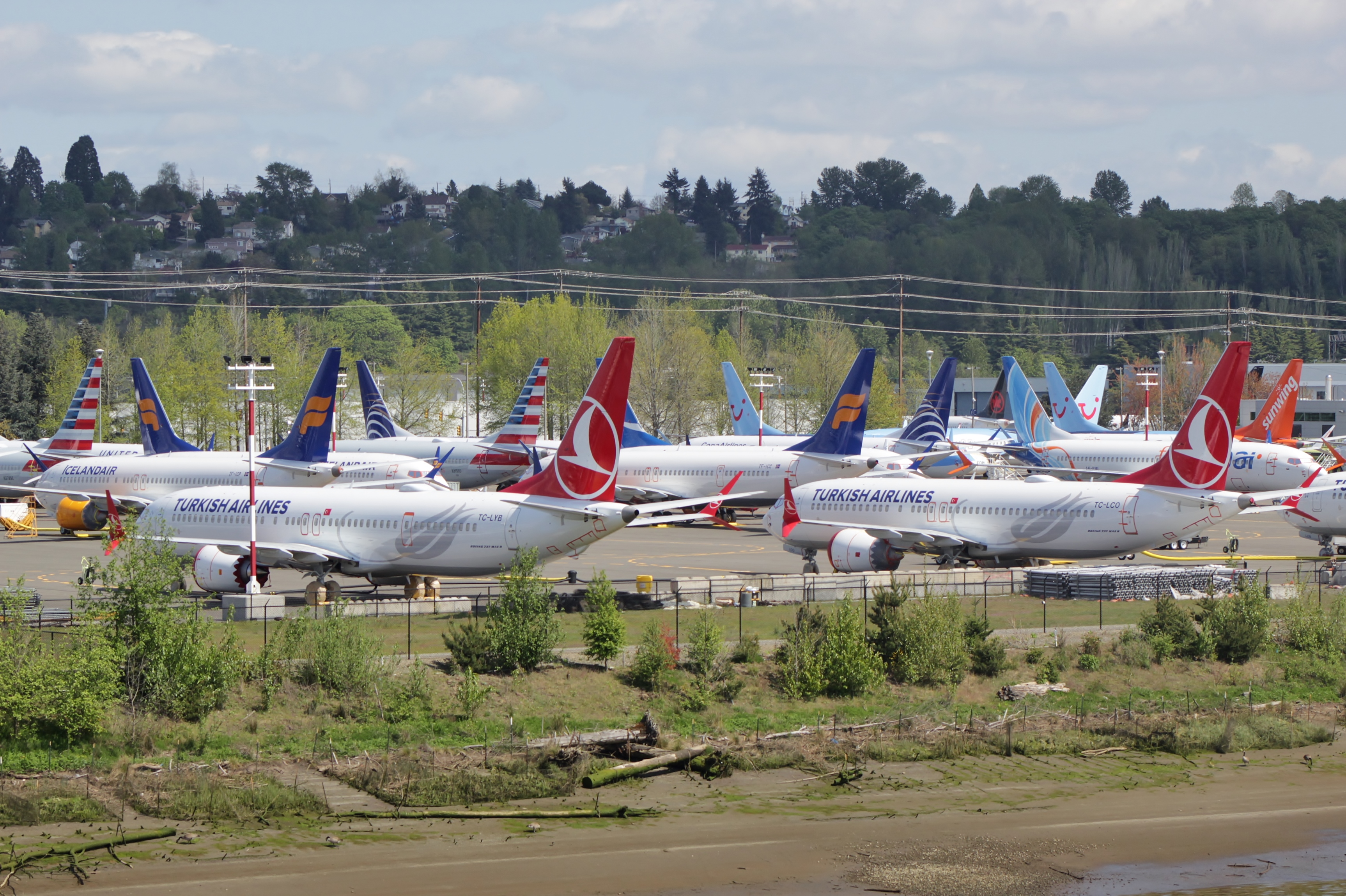
Aeronave 737 MAX nelivrate, la aerodromul Boeing din Seattle, WA

### Producție
| Model    | Comandat |
| -------- | -------- |
| 737-100  | 30       |
| 737-200  | 991      |
| 737-200C | 104      |
| 737-300  | 1113     |
| 737-400  | 486      |
| 737-500  | 389      |
| 737-600  | 69       |
| 737-700  | 1128     |
| 737-700C | 22       |
| 737-800  | 5024     |
| 737-800A | 125      |
| 737-900  | 52       |

### Modele militare
Există și câteva modele militare : T-43, pentru antrenamentul navigatorilor, C40A și C40B/C, pentru transport de personal și transport VIP, 737AEW&C, avion radar și de alertă aeropurtată, P8 Poseidon, pentru patrulă maritimă. Operatori militari sunt Australia, Brazilia, Republica Populară Chineză, Chile, Columbia, India, Indonezia, Kuwait, Mexic, Niger, Peru, Coreea de Sud, Taiwan, Tailanda, Emiratele Arabe Unite, SUA, Venezuela și Malaezia.

### Modele pentru aviație de afaceri și VIP
Aceste modele sunt bazate pe linia 737NG, fiind oferite cu dotări interioare speciale (număr redus de locuri, finisaje la cererea clientului), dispozitive winglet pentru reducerea consumului de combustibil, scari de acces incluse în fuzelaj și rezervoare suplimentare de combustibil pentru creșterea autonomiei (10720 km în cazul modelului BBJ2). Modelele sunt adaptate de către o sucursală a Boeing numită Boeing Business Jet.
- BBJ1, bazat pe modelul 737-700, oferit și ca model convertibil cargo/pasageri (BBJ C).
- BBJ2, bazat pe modelul 737-800.
- BBJ3, bazat pe modelul 737-900ER.

## Specificații tehnice
|                                                | 737-100                       | 737-200                       | 737-400                          | 737-500                          | 737-600                       | 737-700                                                  | 737-800                       | 737-900ER                     |
| ---------------------------------------------- | ----------------------------- | ----------------------------- | -------------------------------- | -------------------------------- | ----------------------------- | -------------------------------------------------------- | ----------------------------- | ----------------------------- |
| Piloți                                         | 2                             | 2                             | 2                                | 2                                | 2                             | 2                                                        | 2                             | 2                             |
| Capacitate pasageri                            | 118 (1 clasă)                 | 130 (1 clasă)                 | 168 (1 clasă)                    | 132 (1 clasă)                    | 132 (1 clasă)                 | 149 (1 clasă)                                            | 189 (1-clasă)                 | 215 (1 clasă)                 |
| Distanțe între scaune                          | 76 cm (1 clasă)               | 76 cm (1 clasă)               | 76 cm (1 clasă)                  | 76 cm (1 clasă)                  | 76 cm (1 clasă)               | 76 cm (1 clasă)                                          | 76 cm (1 clasă)               | 71 cm (1 clasă)               |
| Lățime scaune                                  | 43,7 cm (1 clasă)             | 43,7 cm (1 clasă)             | 43,7 cm (1 clasă)                | 43,7 cm (1 clasă)                | 43,7 cm (1 clasă)             | 43,7 cm (1 clasă)                                        | 43,7 cm (1 clasă)             | 43,7 cm (1 clasă)             |
| Lungime avion                                  | 28,6 m                        | 30,53m                        | 36,5 m                           | 31,1 m                           | 31,2 m                        | 33,6 m                                                   | 39,5 m                        | 42,1 m                        |
| Anvergura aripii                               | 28,3 m                        | 28,3 m                        | 28,9 m                           | 28,9 m                           | 35,7 m                        | 35,7 m                                                   | 34,31 m                       | 35,7 m                        |
| Înălțime                                       | 11,3 m                        | 11,3 m                        | 11,1 m                           | 11,1 m                           | 12,6 m                        | 12,5 m                                                   | 12,5 m                        | 12,5 m                        |
| Unghi aripi                                    | 25°                           | 25°                           | 25°                              | 25°                              | 25,02°                        | 25,02°                                                   | 25,02°                        | 25,02°                        |
| Lățime fuselaj                                 | 3,76 m                        | 3,76 m                        | 3,76 m                           | 3,76 m                           | 3,76 m                        | 3,76 m                                                   | 3,76 m                        | 3,76 m                        |
| Înălțime fuselaj                               | 4,11 m                        | 4,11 m                        | 4,11 m                           | 4,11 m                           | 4,11 m                        | 4,11 m                                                   | 4,11 m                        | 4,11 m                        |
| Lățime cabină                                  | 3,54 m                        | 3,54 m                        | 3,54 m                           | 3,54 m                           | 3,54 m                        | 3,54 m                                                   | 3,54 m                        | 3,54 m                        |
| Înălțime cabină                                | 2,20 m                        | 2,20 m                        | 2,20 m                           | 2,20 m                           | 2,20 m                        | 2,20 m                                                   | 2,20 m                        | 2,20 m                        |
| Masă (gol)                                     | 28.120 kg                     | 29,620kg                      | 33.200 kg                        | 31.300 kg                        | 36.378 kg                     | 38.147 kg                                                | 41.413 kg                     | 44.676 kg                     |
| Masă maximă autorizată de serviciu la decolare | 49.190 kg                     | 58,105kg                      | 68.050 kg                        | 60.550 kg                        | 66.000 kg                     | Basic: 70.080 kg ER: 77.565 kg                           | 79.010 kg                     | 85.130 kg                     |
| Masă maximă la aterizare                       | 44.906 kg                     |                               | 56,246 kg (124,000 lb)           | 49,895 kg (110,000 lb)           | 55,112 kg (121,500 lb)        | 58,604 kg (128,928 lb)                                   | 66,361 kg (146,300 lb)        | 66,361 kg (146,300 lb)        |
| Masă maximă fără combustibil                   | 40.824 kg                     |                               | 53.070 kg                        | 46.720 kg                        | 51.936 kg                     | 55.202 kg                                                | 62.732 kg                     | 62.732 kg                     |
| Capacitate cargo                               | 18,4 m3                       | 24,8m³                        | 38,9 m3                          | 23,3 m3                          | 21,4 m3                       | 27,3 m3                                                  | 45,1 m3                       | 52,5 m3                       |
| Distanță la decolare                           | 1.990 m                       | 1.859 m                       | 2.540 m                          | 2.470 m                          | 2.400 m                       | 2.480 m                                                  | 2.450 m                       | 2.450 m                       |
| Altitudine maximă de serviciu                  | 37,000 ft (11,300 m)          | 37,000 ft (11,300 m)          | 37,000 ft (11,300 m)             | 37,000 ft (11,300 m)             | 41,000 ft (12,500 m)          | 41,000 ft (12,500 m)                                     | 41,000 ft (12,500 m)          | 41,000 ft (12,500 m)          |
| Viteză de croazieră (Mach)                     | Mach 0.745 (430 kn; 796 km/h) | Mach 0.745 (430 kn; 796 km/h) | Mach 0.745 (430 kn; 796 km/h)    | Mach 0.745 (430 kn; 796 km/h)    | Mach 0.785 (453 kn; 838 km/h) | Mach 0.785 (453 kn; 838 km/h)                            | Mach 0.785 (453 kn; 838 km/h) | Mach 0.785 (453 kn; 838 km/h) |
| Viteză maximă (Mach)                           | 0,82                          | 0,82                          | 0,82                             | 0,82                             | 0,82                          | 0,82                                                     | 0,82                          | 0,82                          |
| Autonomie                                      | 1540nmi / 2855km              | 2,600 nmi (4,800 km)          | 2,060–2,375 nmi (3,815–4,398 km) | 2,060–2,375 nmi (3,815–4,398 km) | 5.648 km (3.050 nm)           | Basic: 6.230 km (3.365 nm) WL: (3.900 nm) ER: (5.375 nm) | 5.665 km (3.060 nm)           | 4.996 km (2.700 nm)           |
| Combustibil                                    | 17.860 l                      |                               | 23.170 l                         | 23.800 l                         | 26.020 l                      | 26.020 l                                                 | 26.020 l                      | 29.660 l                      |
| Motorizare (fabricant)                         | Pratt & Whitney               |                               | CFM International                | CFM International                | CFM International             | CFM International                                        | CFM International             | CFM International             |
| Motorizare (tip) (x2)                          | JT8D-7                        |                               | 56-3B-2                          | 56-3B-1                          | 56-7B20                       | 56-7B26                                                  | 56-7B27                       | 56-7                          |
| Diameterul ventilatorului                      | 1,12 m                        |                               | 1,52 m                           | 1,52 m                           | 1,55 m                        | 1,55 m                                                   | 1,55 m                        | 1,55 m                        |
| Rată de bypass al motorului                    | 1,1:1                         |                               | 4,9:1                            | 5,0:1                            | 5,5:1                         | 5,3:1                                                    | 5,1:1                         | 5,1:1                         |
| Lungime motor                                  | 3,20 m                        |                               | 2,36 m                           | 2,36 m                           | 2,51 m                        | 2,51 m                                                   | 2,51 m                        | 2,51 m                        |
| Motor                                          |                               |                               |                                  |                                  |                               |                                                          |                               |                               |
| Masă motor                                     | 1.617,2 kg                    |                               | 2.409,5 kg                       | 2.409,5 kg                       | 2.360 kg                      | 2.371 kg                                                 | 2.371 kg                      | 2.371 kg                      |
| Distanță față de sol                           | 51 cm                         |                               | 46 cm (18 in)                    | 46 cm (18 in)                    | 46 cm (18 in)                 | 46 cm (18 in)                                            | 48 cm (19 in)                 | 48 cm (19 in)                 |

### Motorizare
Motorul CFM 56-3 a fost conceput pentru modelele Boeing 737 din a doua generație (seriile 300/400/500). Este derivat din modelul CFM 56-2, motorul original CFM. Tracțiunea variază de la 82,3 la 105 kN. Există aproximativ 4500 de exemplare în exploatare în întreaga lume.

## Accidente și incidente
Până la 17 noiembrie 2013 121 avioane au fost distruse în accidente sau incidente, cu 3340 decese. De atunci, alte 3 avioane de model similar s-au prăbușit, cu încă 230 de decese. Au mai existat 6 incidente care nu au distrus avionul, producând 242 decese, și 96 de deturnări cu 325 de decese. Multe din incidente au fost produse de către avioane operate de linii aeriene sărace, din țări puțin dezvoltate sau cu puțin interes în securitatea aviatică (precum Nigeria sau Indonezia), datorită prețului redus și disponibilității ridicate a avionului pe piață. O problemă mecanică cu acest avion a fost cârma verticală, care a provocat mai multe prăbușiri (precum USAir 427 și United 585).
De asemenea, pe 10 martie 2019 un Boeing 737 MAX 8 s-a prăbușit la 8 minute după decolare, aeronava avea 157 de persoane la bord, acesta fiind cel mai recent accident implicând o aeronavă boeing 737. Cauza nu este încă cunoscută. Ca urmare, urmând exemplul multor țări, la 12 martie 2019, Autoritatea Aeronautică Civilă Română a interzis zborurile comerciale cu avioanele Boeing 737-8 MAX și 737-9 МАХ.

## Legături externe
- 737 page on Boeing.com
- The 737 Story on FlightInternational.com
- „737-200” (PDF). Boeing. 2007.